# Sagina papuana
Sagina papuana är en nejlikväxtart som beskrevs av Otto Warburg. Sagina papuana ingår i släktet smalnarvar, och familjen nejlikväxter. Inga underarter finns listade i Catalogue of Life.